# Vogelschutzgebiet Kermeter-Hetzinger Wald
Vogelschutzgebiet Kermeter-Hetzinger Wald este o arie protejată (arie de protecție specială avifaunistică — SPA) din Germania întinsă pe o suprafață de 4.771,15 ha, integral pe uscat.

## Localizare
Centrul sitului Vogelschutzgebiet Kermeter-Hetzinger Wald este situat la coordonatele 50°36′58″N 6°27′05″E / 50.6161°N 6.4514°E.

## Înființare
Situl Vogelschutzgebiet Kermeter-Hetzinger Wald a fost declarat arie de protecție specială avifaunistică în mai 2011 pentru a proteja 14 specii de animale.

## Biodiversitate
Situată în ecoregiunea continentală, aria protejată nu include niciun habitat protejat.
La baza desemnării sitului se află mai multe specii protejate de  păsări (14): pescăruș albastru (Alcedo atthis), buha (Bubo bubo), barză neagră (Ciconia nigra), ciocănitoarea de stejar (Dendrocopos medius), ciocănitoare neagră (Dryocopus martius), sfrâncioc roșiatic (Lanius collurio), sfrâncioc mare (Lanius excubitor excubitor), Mergus merganser merganser, gaia neagră (Milvus migrans), gaia roșie (Milvus milvus), vultur pescar (Pandion haliaetus), viespar (Pernis apivorus), ciocănitoare verzuie (Picus canus), fluierarul de zăvoi (Tringa ochropus)